# Juan Eulogio Barra
Juan Eulogio Barra è una località dell'Argentina, parte del partido di Adolfo Gonzales Chaves nella provincia di Buenos Aires.

## Origini del nome
Il nome della località è un omaggio Juan Eulogio Barra (1832-1904), giurista e proprietario terriero, che possedeva le terre su cui venne costruita l'omonima stazione ferroviaria.

## Storia
La località fu fondata il 2 marzo 1909 da un gruppo di colonizzatori che si insediarono sulle terre di Juan Eulogio Barra. Nel 1912 alla costruzione dell'omonima stazione ferroviaria che fungeva da capolinea, iniziò ad ospitare diverse officine di riparazione dei mezzi ferroviari; questo contribuì ad accrescere l'importanza della comunità, che in breve tempo raggiunse i 1000 abitanti.

## Società

### Evoluzione demografica
Al 2022 la città conta 293 abitanti, rappresentando un aumento del 38,2% rispetto ai 212 abitanti del censimento precedente, datato 2010.